# П'єр Бріс
П'єр Бріс (фр. Pierre Brice, повне ім'я — П'єр Луї ле Бріс (фр. Pierre Louis Le Bris); 6 лютого 1929, Брест, Франція — 6 червня 2015, Париж, Франція) — французький актор театру, кіно та телебачення. Найбільше відомий, як виконавець ролі вождя апачів Віннету у фільмах за романами Карла Мая.

## Біографія

### Ранні роки
П'єр Бріс народився 6 лютого 1929 року в бретонському місті Бресті, Франція, в аристократичній сім'ї. З дитинства мріяв про театр, але війна порушила плани. З перших днів нападу фашистської Німеччини на Францію П'єр розносив повістки мобілізованим до армії, доглядав за пораненими прагнув потрапити на фронт. Приписавши собі зайві роки, у 19 пішов служити у флот.За шість років служби Бріс воював в Індокитаї, був десантником під час військової кампанії в Алжирі. Після мобілізації, закінчивши приватні акторські курси, починав кар'єру як фотомодель і танцівник та виступав у трупі невеликого паризького театру «Ла Брюйєр». Брав участь у масовках фільмів «Все буде гаразд» та «Якби нам розповіли про Париж».

### Кар'єра в кіно
У 1958 році П'єр Бріс дебютував в кіно, зігравши невелику роль партнера у танці героїні Мішель Морган у фільмі Андре Каятта «Примарне щастя». Типаж представника «золотої молоді» Жака, зіграний у фільмі, Бріс розвинув у стрічці «Брехуни» (1958) Марселя Карне, де розвінчується покоління молодих циників, та в «Губній помаді» (1960) — режисерському дебюті Даміано Даміані. Роль Джино, користолюбивого розбещеного циніка, у цьому фільмі відкрила П'єру Брісу широкий шлях на екрани. він отримував багато запрошень зніматися і охоче їх приймав.

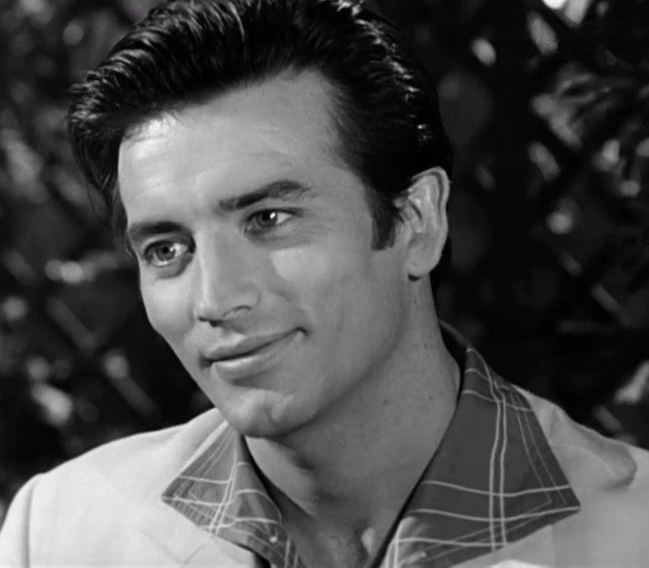
У фільмі «Акіко», 1961

У 1961 році західнонімецький режисер Гаральд Рейнл запросив Бріса зіграти вождя індіанського племені апачів Віннету у фільму-вестерні «Скарби Срібного озера» за твором Карла Мая. Відтоді актор зіграв у цілій низці фільмів з серії про Віннету, які виходили одна за одною і були дуже популярні у другій половині 1960-х років: у 1962—1968 роках актор зіграв в одинадцятьох вестернах.

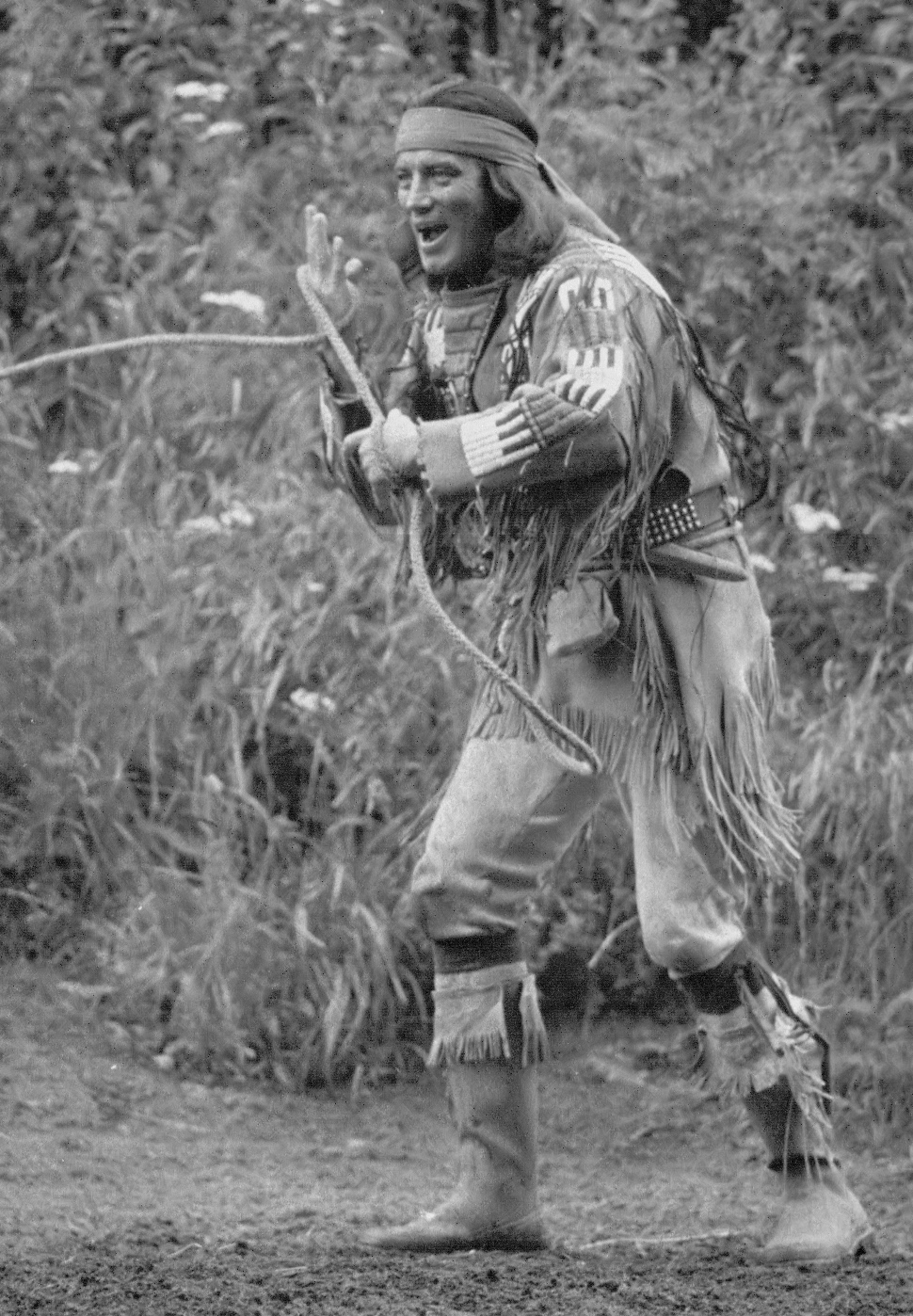
П'єр Бріс в ролі Віннету

У 1966 році П'єр Бріс знявся у румунсько-французькому історичному фільму Серджіу Ніколаеску «Даки», де зіграв роль Севера, молодого римського легата, що звик коритися імператорові й підкорювати інших, але гине, безсилий протистояти життєвим суперечностям.. У фільмі П'єра Ламбера «Рани ні про що» (1972) Бріс зіграв роль водія з африканських саван, втягнутого в злочинні махінації торговців зброєю. В італійській комедії Джорджо Капітані «Лялечка гангстера» (1975), яка розповідає про суперництво ватажків двох банд, екранним супротивником П'єра Бріса є Марчелло Мастроянні, а причиною ворожнечі — красуня у виконанні Софі Лорен.
У 1970-і роки Бріс працював в театрах Парижа та з того часу активно знімався на телебаченні, де знову втілив образ Віннету в телеекранізаціях романів К. Мая. У 1977—1999 роках актор був постійним учасником театралізованого фестивалю Карла Мая в Елсі, ФРН.
Окрім акторської гри в театрі, кіно та телебаченні П'єр Бріс пробував свої сили також як співак і автор тексту пісень, що лунали у супроводі індіанської сопілки. Записав 18 музичних дисків.
У 2004 році в Німеччині з друку вийшли мемуари П. Бріса «Віннету і я» (нім. Winnetou und Ich).
П'єр Бріс помер 6 червня 2015 року в паризькій лікарні від пневмонії у віці 86 років.

## Фільмографія
Ролі в кіно
| Рік  |   | Українська назва                      | Оригінальна назва                         | Роль                                   |
| ---- | - | ------------------------------------- | ----------------------------------------- | -------------------------------------- |
| 1958 | ф | Двостороннє дзеркало                  | Le miroir à deux faces                    | Жак                                    |
| 1958 | ф | Електрична вдова                      | Le septième ciel                          | гравець                                |
| 1958 | ф | Брехуни                               | Les Tricheurs                             | Бернар                                 |
| 1960 | ф | Козаки                                | I cosacchi                                | Борис                                  |
| 1960 | ф | Губна помада                          | Il rossetto                               | Джино Лучані                           |
| 1960 | ф | Задоволення в суботу ввечері          | I piaceri del sabato notte                | адвокат Альдо                          |
| 1960 | ф | Млин кам'яних жінок                   | Il Mulino delle donne di pietra           | Ганс фон Арнім                         |
| 1960 | ф | Ловелас                               | L'homme à femmes                          | Лоран Берті                            |
| 1960 | ф | Жінка фараона                         | La donna dei faraoni                      | цілитель Амозіс                        |
| 1961 | ф | Вакханки                              | Le baccanti                               | Діонісій                               |
| 1961 | ф | Акіко                                 | Akiko                                     | Дуіліо                                 |
| 1962 | ф | Грабіжники                            | Los atracadores                           | молодий майстер                        |
| 1962 | ф | Солодкий екстаз                       | Douce violence                            | Медді                                  |
| 1962 | ф | Скарби Срібного озера                 | Der Schatz im Silbersee                   | Віннету                                |
| 1962 | ф | Вогнем і мечем                        | Col ferro e col fuoco                     | Ян Кетуський                           |
| 1962 | ф | Алібі для вмираючих                   | Un alibi per morire                       |                                        |
| 1962 | ф | Найкоротший день                      | Il Giorno più corto                       | австрійський офіцер                    |
| 1963 | ф | Непереможний вершник у масці          | L'invincibile cavaliere mascherato        | Дон Дієго                              |
| 1963 | ф | Зорро проти Мациста                   | Zorro contro Maciste                      | Зорро / Рамон (в американській версії) |
| 1963 | ф | Віннету                               | Winnetou — 1. Teil                        | Віннету                                |
| 1963 | ф | Обітниця мовчання                     | Pacto de silencio                         | Жан Клосель                            |
| 1964 | ф | Віннету — вождь апачів                | Old Shatterhand                           | Віннету                                |
| 1964 | ф | Золота богиня Ріо Бені                | Die goldene Göttin vom Rio Beni           | Джим                                   |
| 1964 | ф | Віннету — син Інчу-Чуна               | Winnetou — 2. Teil                        | Віннету                                |
| 1964 | ф | Серед шулік                           | Unter Geiern                              | Віннету                                |
| 1965 | ф | Постріли в 3/4 такта                  | Schüsse im 3/4 Takt                       | Філіпп Тіссо                           |
| 1965 | ф | Пекло в Манітобі                      | Die Hölle von Manitoba                    | Пік                                    |
| 1965 | ф | Нафтовий король                       | Der Ölprinz                               | Віннету                                |
| 1965 | ф | Віннету 3                             | Winnetou — 3. Teil                        | Віннету                                |
| 1965 | ф | Вірна Рука — друг індіанців           | Old Surehand                              | Віннету                                |
| 1966 | ф | Карнавал бандитів                     | Gern hab' ich die Frauen gekillt          | агент Бріс (римський епізод)           |
| 1966 | ф | Віннету і напівкровок Апаначі         | Winnetou und das Halbblut Apanatschi      | Віннету                                |
| 1966 | ф | Громовержець і Віннету                | Winnetou und sein Freund Old Firehand     | Віннету                                |
| 1966 | ф | Даки                                  | Dacii                                     | легат Септимій Север                   |
| 1967 | ф | Тринадцятий каприз                    | Le 13ème caprice                          | Франсуа                                |
| 1968 | ф | Віннету і Шаттергенд у долині мертвих | Winnetou und Shatterhand im Tal der Toten | Віннету                                |
| 1971 | ф | Еріка                                 | Erika                                     | Ренато Лаурана                         |
| 1971 | ф | Ніч проклятих                         | La notte dei dannati                      | Жан Дюпре                              |
| 1971 | ф | Рани ні про що                        | Les Coups pour rien                       | Поль                                   |
| 1973 | ф | Жінка-жінка                           | Féminin-féminin                           | Жак                                    |
| 1974 | ф | Страта удосвіта                       | Una cuerda al amanecer                    | Кампаніта «Малий Белл»                 |
| 1975 | ф | Лялечка гангстера                     | La pupa del gangster                      | помічник комісара Сальваторе Ламбеллі  |
| 1987 | ф | Ніжні розтяпи                         | Zärtliche Chaoten                         | Віннету                                |

Ролі на телебаченні
| Рік       |    | Українська назва                                     | Оригінальна назва          | Роль                  |
| --------- | -- | ---------------------------------------------------- | -------------------------- | --------------------- |
| 1971      | с  | Мадам, Ви вільні?                                    | Madame êtes-vous libre?    |                       |
| 1976      | с  | Зоряні Діви                                          | Star Maidens               | Адам                  |
| 1980      | с  | Мій друг Віннету                                     | Winnetou le mescalero      | Віннету               |
| 1981      | с  | Ідеальний корабель                                   | Das Traumschiff            | Робер Дюмон           |
| 1983      | тф | Країна чудес                                         | Wunderland                 | Віннету / Співак      |
| 1990—1993 | с  | Палац на озері                                       | Ein Schloß am Wörthersee   | Андре Блондо          |
| 1993      | тф | Операція «Лазер» 2: Полювання за блакитним діамантом | Der blaue Diamant          | П'єр Латуш            |
| 1999—2003 | с  | Клініка під пальмами                                 | Klinik unter Palmen        | Жан-Клод Валентен     |
| 1998      | тф | Повернення Віннету                                   | Winnetous Rückkehr         | Віннету               |
| 1998      | с  | Усі друзі                                            | In aller Freundschaft      | доктор Олів'є Берті   |
| 2000      | с  | Утта Данелла                                         | Utta Danella               | Вільям                |
| 2003      | тф |                                                      | Mit einem Rutsch ins Glück | мосьє де Монтвало     |
| 2004      | с  | Готель «Мрія»                                        | Das Traumhotel             | П'єр Фонтан           |
| 2006      | с  | Червоні троянди                                      | Rote Rosen                 | швейцарський готельєр |
| 2007      | с  | Хрестовий похід у щасті                              | Kreuzfahrt ins Glück       | Ніколя                |

## Визнання
| Нагороди та номінації П'єра Бріса | Нагороди та номінації П'єра Бріса | Нагороди та номінації П'єра Бріса                        | Нагороди та номінації П'єра Бріса |
| Рік                               | Категорія                         | Фільм                                                    | Результат                         |
| --------------------------------- | --------------------------------- | -------------------------------------------------------- | --------------------------------- |
| Премія Бамбі                      |                                   |                                                          |                                   |
| 1964                              | Найкращий актор                   | Золото апачів                                            | 2-е місце                         |
| 1967                              | Найкращий актор                   | Віннету — син Інчу-Чуна Віннету 3 Громовержець і Віннету | Перемога                          |
| 1987                              | Ювілейна нагорода                 | Ювілейна нагорода                                        | Перемога                          |
| 1990                              | Unknockable Stars                 | Unknockable Stars                                        | Перемога                          |